# Менди, Антуан
Антуа́н Альфа́ Менди́ (фр. Antoine Alpha Mendy; род. 27 мая 2004, Марсель) — сенегальский и французский футболист, защитник клуба «Ницца» и сборной Сенегала.

## Клубная карьера
С 10 лет начал заниматься в футбольной академии клуба «Ницца». Выступал за молодёжную команду клуба, а 29 сентября 2022 года подписал свой первый профессиональный контракт. 16 октября дебютировал в основном составе «Ниццы» в матче французской Лиги 1 против «Осера», выйдя на замену Джордану Лотомба. 27 октября дебютировал в еврокубках, выйдя на замену Юсефу Аталю в матче группового этапа Лиги конференций УЕФА против «Партизана».

## Личная жизнь
Родился во Марселе (Франция), имеет сенегальские корни.

## Статистика выступлений

### Клубная статистика
| Выступление      | Выступление      | Выступление      | Лига | Лига | Кубок | Кубок | Еврокубки | Еврокубки | Итого | Итого |
| Клуб             | Лига             | Сезон            | Игры | Голы | Игры  | Голы  | Игры      | Голы      | Игры  | Голы  |
| ---------------- | ---------------- | ---------------- | ---- | ---- | ----- | ----- | --------- | --------- | ----- | ----- |
| Ницца            | Лига 1           | 2022/23          | 11   | 0    | 1     | 0     | 3         | 0         | 15    | 0     |
| Ницца            | Лига 1           | 2023/24          | 10   | 0    | 3     | 0     | —         | —         | 13    | 0     |
| Ницца            | Лига 1           | 2024/25          | 12   | 0    | 2     | 0     | 3         | 0         | 17    | 0     |
| Ницца            | Итого            | Итого            | 33   | 0    | 6     | 0     | 6         | 0         | 45    | 0     |
| Всего за карьеру | Всего за карьеру | Всего за карьеру | 33   | 0    | 6     | 0     | 6         | 0         | 45    | 0     |